# Chang’an (Xi’an)
Chang’an (en chino:长安区, pinyin:Cháng'ān qū, lit: larga paz) es un distrito urbano bajo la administración directa de la subprovincia de Xi'an. Se ubica al sureste de la provincia de Shaanxi, este de la República Popular China . Su área es de 1583 km² y su población total para 2015 de fue 1,1 millones de habitantes.

## Historia
Durante la Dinastía Han, en el año 202, se creó el condado de Chang'an, y la capital del país, la ciudad de Chang'an, se construyó en el territorio.

## Administración
El distrito de Chang’an se compone de en 25 pueblos, que se dividen en 15 barrios, 8 municipios y 2 grandes municipios.